# Rudolf Scheurer
Rudolf Scheurer (Bettlach, Svájc, 1925. május 25. – Bettlach, 2015. november 1.) svájci nemzetközi labdarúgó-játékvezető. Egyetemi tanulmányait Bernben és Genfben végezte. Polgári foglalkozása testnevelő tanár és a soluthurmi tanács tagja.

## Pályafutása

### Labdarúgóként
Gyermekéveiben a könnyűatlétikát űzte, kosárlabdázott. 12 éves korától a helyi FC Bettlachban, majd később 33 éves koráig az FC Grenchben és a Soluthurm csapatában a közép és/vagy a jobbszélső csatár posztján rúgta a labdát. A svájci játékvezetők rémének tartotta magát, sokat és aktívan reklamált, amiért sokszor a kiállítás sorsára jutott.

### Nemzeti játékvezetés
Egy játékvezetői felszólításra: reklamálni azt tud, de próbáljon meg egyszer vezetni, ezért jelentkezett a legközelebbi tanfolyamra. 
A játékvezetői vizsgát 1958-ban tette le. A küldési gyakorlat szerint rendszeres partbírói tevékenységet is végzett. 1961-ben országos minősítést kapott. 1964-ben lett az I. Liga játékvezetője. A nemzeti játékvezetéstől 1974-ben vonult vissza. Első ligás mérkőzéseinek száma: 91.

#### Nemzeti-kupadöntő
Nemzeti kupadöntőinek száma: 1.

##### Svájci labdarúgókupa
| Időpont         | Helyszín               | Mérkőzés típusa | Mérkőzés           | Eredmény | Nézők száma |
| --------------- | ---------------------- | --------------- | ------------------ | -------- | ----------- |
| 1972. május 22. | Wankdorf Stadion, Bern | döntő           | FC Zürich–FC Basel | 1 : 0    | 45 000      |

### Nemzetközi játékvezetés
A Svájci labdarúgó-szövetség Játékvezető Bizottság (JB) terjesztette fel nemzetközi játékvezetőnek, a Nemzetközi Labdarúgó-szövetség (FIFA) 1967-től tartotta nyilván bírói keretében. A FIFA JB központi nyelvei közül a németet, az angolt és a franciát beszélte. Több nemzetek közötti válogatott és klubmérkőzést vezetett, vagy működő társának partbíróként segített. A Brazil labdarúgó-szövetség meghívására az általuk rendezett nemzetközi labdarúgó tornán, több európai társával – John Keith Taylor, Kurt Tschenscher, Vital Loraux) – együtt működött. A tornán a Brazília–Csehszlovákia találkozót vezette. A Dél-amerikai Labdarúgó-szövetség felkérésére, Buenos Airesben rendezett Argentína–Brazília Roca Kupa mérkőzés játékvezetője. Vezetett nemzetek közötti válogatott mérkőzéseinek száma: 8. "A" minősítésű: 7, "B" minősítésű: 1. Nemzetközi kupamérkőzéseinek száma: 46. Villámkarriert befutva az aktív nemzetközi játékvezetést 1974-ben befejezte.

#### Labdarúgó-világbajnokság
Két világbajnokság döntőjéhez vezető úton Mexikóba a IX., az 1970-es labdarúgó-világbajnokságra, valamint az Nyugat-Németországba a X., az 1974-es labdarúgó-világbajnokságra a FIFA JB játékvezetőként foglalkoztatta. A FIFA JB elvárása szerint, ha nem vezetett, akkor partbíróként tevékenykedett. 1970-ben két csoportmérkőzésen egyes számú besorolást kapott, játékvezetői sérülés esetén továbbvezethette volna a találkozót. A Brazília–Olaszország döntőt irányító Rudolf Glöckner játékvezető első számú partbírója lehetett. 1974-ben egy csoportmérkőzésen egyes számú besorolást kapott, majd az egyik rájátszáson 2. számú pozícióból tevékenykedett. Világbajnokságokon vezetett mérkőzéseinek száma: 4 + 5 (partbíró).

##### 1970-es labdarúgó-világbajnokság

###### Selejtező mérkőzés
| Időpont           | Helyszín                    | Mérkőzés típusa           | Mérkőzés                   | Eredmény | Nézők száma |
| ----------------- | --------------------------- | ------------------------- | -------------------------- | -------- | ----------- |
| 1969. április 30. | Camp Nou Stadion, Barcelona | előselejtező (6. csoport) | Spanyolország–Jugoszlávia  | 2 : 1    | 29 914      |
| 1969. október 22. | Lenin Stadion, Moszkva      | előselejtező (4. csoport) | Szovjetunió–Észak-Írország | 2 : 0    | 83 057      |

###### Világbajnoki mérkőzés
| Időpont          | Helyszín                              | Mérkőzés típusa              | Mérkőzés            | Eredmény | Nézők száma |
| ---------------- | ------------------------------------- | ---------------------------- | ------------------- | -------- | ----------- |
| 1970. június 6.  | Azték Stadion, Mexikóváros            | csoportmérkőzés (1. csoport) | Szovjetunió–Belgium | 4 : 1    | 59 000      |
| 1970. június 14. | La Bombonera Stadion, Toluca de Lerdo | negyeddöntő                  | Olaszország–Mexikó  | 4 : 1    | 24 000      |

##### 1974-es labdarúgó-világbajnokság

###### Selejtező mérkőzés
| Időpont              | Helyszín                         | Mérkőzés típusa           | Mérkőzés                  | Eredmény | Nézők száma |
| -------------------- | -------------------------------- | ------------------------- | ------------------------- | -------- | ----------- |
| 1972. október 13.    | Parc des Princes Stadion, Párizs | előselejtező (9. csoport) | Franciaország–Szovjetunió | 1 : 0    | 29 746      |
| 1973. szeptember 26. | Központi Stadion, Lipcse         | előselejtező (4. csoport) | NDK–Románia               | 2 : 0    | 77 764      |

###### Világbajnoki mérkőzés
| Időpont          | Helyszín                    | Mérkőzés típusa              | Mérkőzés             | Eredmény | Nézők száma |
| ---------------- | --------------------------- | ---------------------------- | -------------------- | -------- | ----------- |
| 1974. június 13. | Wald Stadion, Frankfurt     | csoportmérkőzés (2. csoport) | Brazília–Jugoszlávia | 0 : 0    | 62 000      |
| 1974. június 30. | Park Stadion, Gelsenkirchen | nyolcaddöntő                 | NDK–Hollandia        | 0 : 2    | 70 000      |

#### Labdarúgó-Európa-bajnokság
Az európai-labdarúgótorna döntőjéhez vezető úton Belgiumba a IV., az 1972-es labdarúgó-Európa-bajnokságra az UEFA JB bírói szolgálatra kérte fel.

##### 1972-es labdarúgó-Európa-bajnokság

###### Selejtező mérkőzés
| Időpont           | Helyszín                       | Mérkőzés típusa           | Mérkőzés                | Eredmény | Nézők száma |
| ----------------- | ------------------------------ | ------------------------- | ----------------------- | -------- | ----------- |
| 1971. június 9.   | Rasunda Stadion, Stockholm     | előselejtező (6. csoport) | Svédország–Olaszország  | 0 : 0    | 36 528      |
| 1972. április 30. | Crvena Zvezda Stadion, Belgrád | első negyeddöntő mérkőzés | Szovjetunió–Jugoszlávia | 0 : 0    | 58 312      |

#### Nemzetközi kupamérkőzések
Vezetett kupadöntők száma: 4.

##### Vásárvárosok kupája
A tornasorozat 17. és 21. döntőjének – 2. és 5. svájci – bírója. Rajta kívül Albert Dusch, Lucien van Nuffel és Laurens van Ravens játékvezetők vezethettek kettő alkalommal VVK döntőt.
| Időpont            | Helyszín                                 | Mérkőzés típusa     | Mérkőzés                    | Eredmény | Nézők száma |
| ------------------ | ---------------------------------------- | ------------------- | --------------------------- | -------- | ----------- |
| 1968. augusztus 7. | Elland Road Stadion, Leeds               | döntő első mérkőzés | Leeds United FC–Ferencváros | 1 : 0    | 25 000      |
| 1970. április 22.  | Constant van den Stock Stadion, Brüsszel | döntő első mérkőzés | Anderlecht–Arsenal FC       | 3 : 1    | 37 000      |

##### Kupagyőztesek Európa-kupája
A találkozó a 2 15 perces hosszabbítás után sem hozott eredményt, ezért újrajátszás következett.
| Időpont         | Helyszín                     | Mérkőzés típusa     | Mérkőzés                  | Eredmény | Nézők száma |
| --------------- | ---------------------------- | ------------------- | ------------------------- | -------- | ----------- |
| 1971. május 19. | Karaiszkakisz Stadion, Athén | döntő első mérkőzés | Chelsea FC–Real Madrid CF | 1 : 1    | 42 000      |

##### UEFA-kupa
| Időpont         | Helyszín                        | Mérkőzés típusa     | Mérkőzés                       | Eredmény | Nézők száma |
| --------------- | ------------------------------- | ------------------- | ------------------------------ | -------- | ----------- |
| 1974. május 21. | White Hart Lane Stadion, London | döntő első mérkőzés | Tottenham Hotspur FC–Feyenoord | 2 : 2    | 46 281      |

## Sportvezetőként
1947-ben még aktív játékosként edzői szakvizsgát szerzett, de csak társadalmi munkában tevékenykedett, ha volt ideje.

## Szakmai sikerek
1979-ben a nemzetközi játékvezetés hírnevének erősítése, hazájában 10 éve a legmagasabb Ligában (osztályban) folyamatosan tevékenykedő, eredményes pályafutása elismeréseként, a FIFA JB felterjesztésére az 1965-ben alapított International Referee Special Award címmel és oklevéllel tüntette ki.